# Ołeksandr Honczenkow
Ołeksandr Anatolijowycz Honczenkow (ukr. Олександр Анатолійович Гонченков, ur. 4 kwietnia 1970 we Lwowie) – ukraiński kolarz torowy i szosowy reprezentujący także ZSRR, złoty medalista torowych mistrzostw świata.

## Kariera
Pierwszy sukces w karierze Ołeksandr Honczenkow osiągnął w 1988 roku, kiedy wraz z kolegami z reprezentacji zdobył złoty medal w drużynowym wyścigu na dochodzenie podczas mistrzostw świata juniorów. Na rozgrywanych dwa lata później torowych mistrzostwach świata w Maebashi wspólnie z Walerijem Baturą, Jewgienijem Bierzinem i Dmitrijem Nielubinem zdobył w tej samej konkurencji złoty medal w kategorii seniorów. W 1992 roku brał udział w igrzyskach olimpijskich w Barcelonie, gdzie drużynowo bł szósty, a rywalizację indywidualną ukończył na jedenastej pozycji. Jego największe sukcesy na szosie to zwycięstwa we włoskich GP Città di Camaiore i Giro dell’Emilia w 1997 roku. W 1996 roku wygrał jeden z etapów Giro d’Italia i Tour de Romandie, przy czym w klasyfikacji generalnej tego drugiego wyścigu był drugi.